# 杭州駅
杭州駅（こうしゅうえき）は、中華人民共和国浙江省杭州市上城区にある中国国家鉄路集団（CR）上海鉄路局が管轄する駅である。杭州城駅または城站の別名を持つ。駅等級は一等駅。

## 概要
杭州駅からは全国各方面に始発列車がある。そのうち、上海、寧波、温州等の周辺地域行きが最も多い。春運期間中は阜陽、合肥等へ臨時列車を運行する。

### 利用可能な鉄道路線
中国国家鉄路集団
滬杭旅客専用線
滬昆線（滬昆緩行線・元滬杭線と元浙贛線）
宣杭線

## 歴史

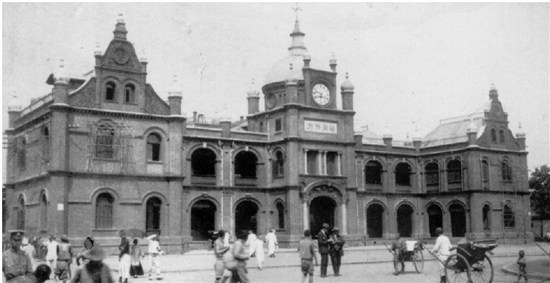
20世紀初期の杭州駅
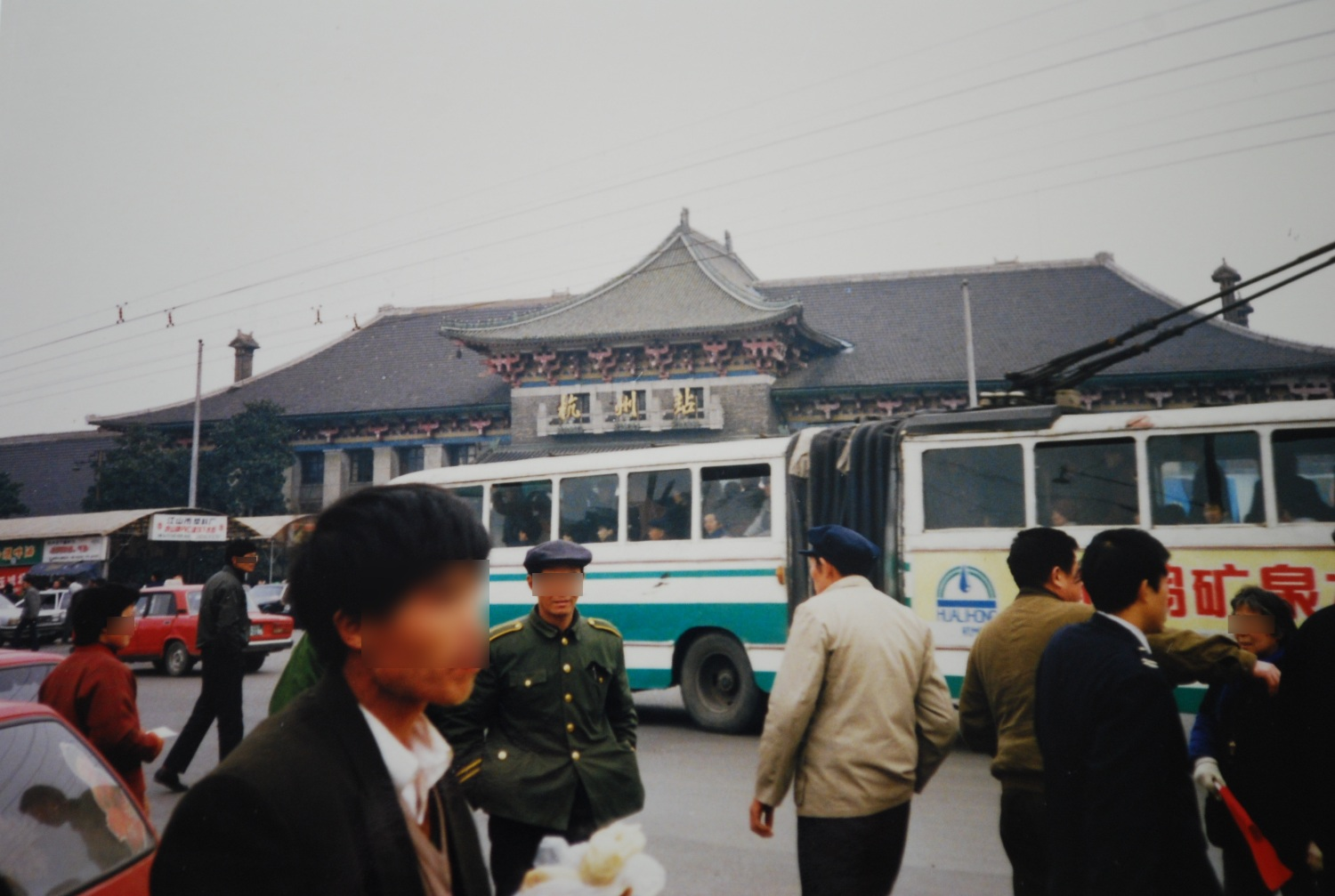
1990年代初めの杭州駅の駅舎は、1942年に建設されたものである

1906年に完成した杭州最初の駅の名称は「清泰門駅」であった。杭州駅は1907年8月23日に江墅線の開通とともに開業したが、当時の駅は杭州城から数百メートル離れていたため、城内の住民にとっては不便であった。そのためアメリカから帰って来た学者の馬一浮の提案により杭州城内の駅が計画された。城内の駅は1909年に着工され1910年に完成した。この経緯から現在でも杭州駅は城站（じょうたん）と通称され、杭州市内バスの停留所名「城站火車站」（城站火车站）や杭州地下鉄の駅名にも通称が採用されている。
1937年、日中戦争が始まって、杭州駅は10月に日本軍により2度の爆撃を受け破壊された。日本軍は、12月24日に杭州を占領した。1939年、日中合弁の華中鉄道の管理下に置かれた。1941年から1942年にけて駅の再建工事が行われた。その駅舎の外観は日本の奈良時代の寺院風であった。
戦後、杭州駅は増え続ける旅客輸送量に対応できなくなり、駅の改築が計画された。1997年に旧駅舎は解体され、1999年に新駅舎が落成、12月28日に供用を開始した。
2010年10月26日に滬杭旅客専用線が開通したが、杭州側のターミナル駅に予定されている杭州東駅の改築工事が完成するまで、杭州側のターミナル駅となった。また、すべての動車組編成の行き先が上海南駅から上海虹橋駅に変更された。

### 年表
- 1907年8月23日：江墅線の開通に伴い開業。
- 1909年7月：滬杭線の開通に伴い杭州城内へ駅の移設工事を開始。
- 1910年8月：現在の位置（城站）に移転開業。
- 1937年10月15日：日本軍の爆撃により駅舎焼失。
- 1939年4月30日：華中鉄道に所属。
- 1941年3月26日：駅舎の再建を開始。
- 1942年3月21日：駅舎完成。当時の外観は日本の奈良時代の様式を真似た。
- 1949年：駅構内に地下道を新設。
- 1956年8月：一等駅となった。
- 1978年8月1日：杭州 - 北京間の直通急行列車が運転を開始。
- 1997年6月24日：旧駅舎を解体し、新築工事が開始。
- 1999年12月28日：現行の駅舎が完成。

## 駅構造
単式ホーム1面、島式ホーム4面の地上駅。1、4、5、6、7番ホームは高いホームであり、中国鉄路高速（動車組）が発着でき、6、7、8、9番ホームは動車組専用ホームとなっている。

## 利用状況
旅客乗降数は、2005年の統計で年間2700万余人。

## 駅周辺
- 豊平商業センター
- 浙江大学医学部附属第二病院（中国語版）眼科キャンパス
- シャンゼビジネスビル
- 浙江大学医学部附属第一病院（中国語版）城站キャンパス
- 新東方ビル
- 杭州中維ゴーテルグランドホテル
- 杭州紅星文化ホテル

## 隣の駅
中国国家鉄路集団
滬昆線
艮山門駅 - 杭州駅 - 南星橋駅
宣杭線
艮山門駅 - 杭州駅
滬杭旅客専用線
臨平南駅 - 杭州駅